# 弗盧克嶺
65°45′S 62°28′W / 65.750°S 62.467°W

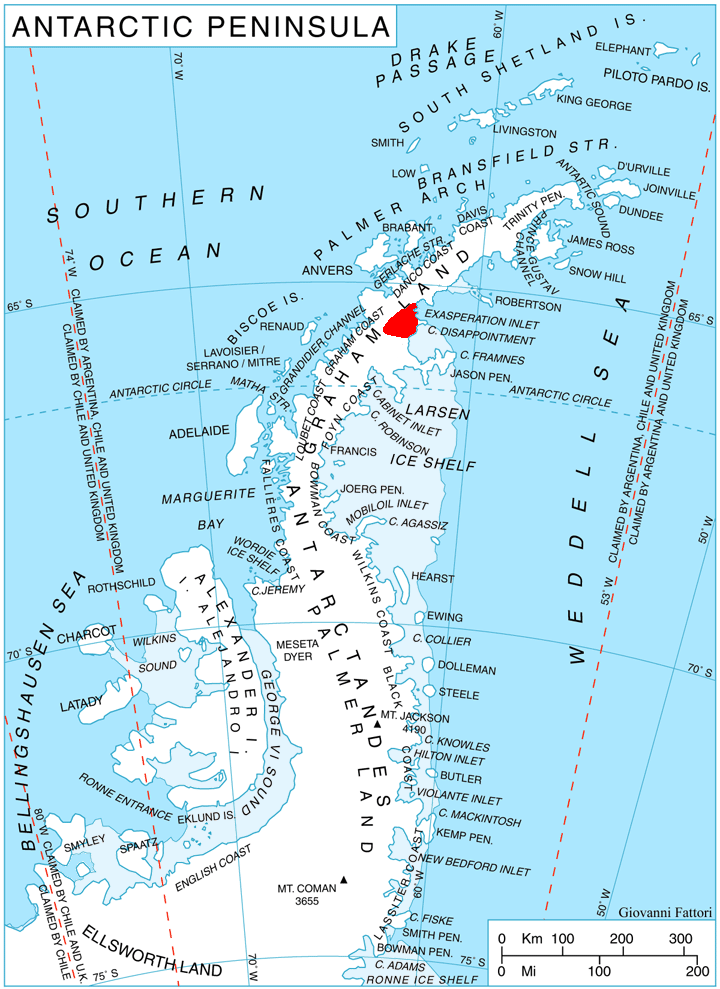

弗盧克嶺（英語：Fluke Ridge）是南極洲的山嶺，位於葛拉漢地的奧斯卡二世海岸，處於弗拉斯克冰川北岸，屬於亞里斯多德山脈的一部分，海拔高度約300米，現時由南極條約體系管理。